# Tommie Aaron
Tommie Lee Aaron, född den 5 augusti 1939 i Mobile i Alabama, död den 16 augusti 1984 i Atlanta i Georgia, var en amerikansk professionell basebollspelare som spelade sju säsonger i Major League Baseball (MLB) 1962–1963, 1965 och 1968–1971. Aaron var förstabasman och leftfielder.
Aaron spelade under sin MLB-karriär enbart för Milwaukee/Atlanta Braves. Han spelade 437 matcher, med ett slaggenomsnitt på 0,229, 13 homeruns och 94 RBI:s. Han spelade dessutom 1 339 matcher i farmarligorna i Minor League Baseball (MiLB) från och med 1958 till och med 1973.
Aaron var tränare i MiLB 1973–1978 och assisterande tränare i MLB 1979–1984.
Aaron var lillebror till National Baseball Hall of Fame-medlemmen Hank Aaron. De slog tillsammans 768 homeruns (Hank bidrog med 755 av dessa) och det gör dem till etta genom tiderna i MLB avseende homeruns av bröder.

## Spelarkarriär
Aaron skrev på för Milwaukee Braves 1958, ännu inte 19 år fyllda, och började spela professionellt i en av Braves farmarklubbar redan samma år. Hans storebror Hank spelade redan för Braves och var en etablerad storstjärna. Aaron klättrade uppåt bland Braves farmarklubbar och fick debutera i MLB den 10 april 1962. Han hade en bra debutsäsong med ett slaggenomsnitt på 0,231, åtta homeruns och 38 RBI:s på 141 matcher. En höjdpunkt kom den 12 juli, då båda bröderna slog varsin homerun i botten av den nionde inningen i en match mot St. Louis Cardinals, vilket bidrog till att Braves vann matchen trots underläge med tre poäng när inningen började. Det var första gången sedan 1938 som två bröder slog varsin homerun i samma inning i MLB; den förra gången var det Lloyd och Paul Waner.
Under nästa säsong spelade Aaron bara 72 matcher för Braves, med ett slaggenomsnitt på 0,200, en homerun och 15 RBI:s, och spelade i övrigt för Braves högsta farmarklubb Denver Bears, där han sedan tillbringade hela 1964 års säsong. Säsongen efter det spelade han mest för Atlanta Crackers, som var Braves nya högsta farmarklubb, men han fick också spela åtta matcher för Braves.
Därefter följde två hela säsonger då Aaron bara spelade för Braves högsta farmarklubb, som då var Richmond Braves. Han utsågs till International Leagues mest värdefulla spelare (MVP) 1967, efter att ha haft ett slaggenomsnitt på 0,309, elva homeruns och 56 RBI:s på 119 matcher.
Aaron var tillbaka i MLB 1968, när moderklubben hade flyttats och hette Atlanta Braves. Det blev 98 matcher den säsongen, med ett slaggenomsnitt på 0,244, en homerun och 25 RBI:s. Året efter fick han bara spela 49 matcher och året efter det bara 44. 1971 spelade han fler matcher för Richmond (96) än för Atlanta (25), och det blev den sista säsongen som han spelade några matcher i MLB. Han spelade även 1972 och 1973, men bara i farmarligorna.

## Tränarkarriär
Aaron utsågs i juni 1973 till spelande tränare för farmarklubben Savannah Braves, och blev därmed den första afroamerikanen att vara huvudtränare för en proffsklubb i baseboll i Georgia och i hela sydöstra USA. Han tränade klubben fram till och med 1976, varefter han tog över som huvudtränare för sin gamla klubb Richmond Braves. Han blev då den första afroamerikanska huvudtränaren i International Leagues historia. Året efter, 1978, ledde han klubben till dess första ligatitel.
Med början 1979 var Aaron en av de assisterande tränarna för Atlanta Braves i MLB, först under Bobby Cox och sedan under Joe Torre. Hans sista säsong var 1984.

## Privatliv
Aaron gifte sig 1962 med Carolyn Davenporte (1939–2015). Paret fick tre barn – sönerna Efrem och Tommie Jr samt dottern Veleeta.

## Död
Aaron diagnosticerades i maj 1982 med leukemi. Han dog av sjukdomen den 16 augusti 1984, bara 45 år gammal. På begravningen i Mobile närvarade bland andra brodern Hank, Joe Torre och Dale Murphy.